# Жердова
Жердова́ (укр. Жердова) — село, входит в Великодымерскую поселковую общину Броварского района Киевской области Украины.
Население по переписи 2001 года составляло 349 человек. Почтовый индекс — 07440. Телефонный код — 4594. Занимает площадь 2,79 км². Код КОАТУУ — 3221282001.

## Местный совет
07440, Киевская обл., Броварский р-н, Жердова, ул. Марии Заньковецкой (ранее ул. Ленина), 35

## Люди связанные с селом
- Коваль, Александр Иванович (1945—2018) — советский и украинский кинорежиссёр и кинооператор, Народный артист Украины.